# Palu (district)
Palu is een Turks district in de provincie Elazığ en telt 22.019 inwoners (2007). Het district heeft een oppervlakte van 837,1 km². Hoofdplaats is Palu.
De bevolkingsontwikkeling van het district is weergegeven in onderstaande tabel.
| 1997   | 2000   | 2007   |
| ------ | ------ | ------ |
| 32.309 | 25.550 | 22.019 |